# Иосиппон
«Иосиппон» (др.-евр. יוסיפון‬) — популярная в своё время книга-хроника еврейской истории от Адама до эпохи императора Тита (70 год). Названа по имени предполагаемого автора, Иосифа Флавия, хотя на самом деле была создана в X веке на юге Италии так называемым Псевдо- или Лже-Иосифом (Иосиппоном / Иосифом бен-Горионом). Считается переделкой исторических записок Иосифа Флавия со многими мифическими прибавлениями, особенно из Егесиппа. До XVI века книга распространялась под названием «Еврейского», или «Малого Иосифа» в противоположность настоящему труду Иосифа Флавия. Лучшее издание — Фридриха Брейтгаупта (Гота, 1707).
Первоначальное заглавие книги было «История Иерусалима» (как в мантуанском изд. XV века), или «История войны евреев»; в еврейско-персидском словаре Соломона бен-Шмуэля (XIV век) оно цитируется под заглавием «История Второго храма» (ивр. דברי הימים בית שני‎).
Эфиопская версия «Иосиппона» признана Эфиопской православной церковью канонической.

## Автор
Автор отождествляет себя с историком Иосифом Флавием, но прибавил к имени «Иосиф» греческое окончание «on» (Josephon, loseppon или losippon). Его арабское имя — «Jusibus». В одной глоссе приведена форма ивр. וגשיפוש‎ — от итальянского Giuseppe.
Принято, что «Иосиппон» был написан евреем, жившим в Южной Италии или Риме. Согласно Цунцу, андалусский теолог Ибн-Хазм (ум. 1063) был знаком с арабским переводом «Иосиппона», составленным йеменским евреем. Д. Хвольсон полагал поэтому, что автор жил в начале IX века, а Трибер категорически утверждал, что автор жил в IV веке.
Первый еврейский автор, упоминающий «Иосиппон», — Дунаш ибн-Тамим (X век) из Магриба, хотя соответствующий текст не может с определенностью быть отнесён к «Иосиппону».
Переписчик Егесиппа отождествлял Иосифа бен-Гориона (лат. Josephum Gorione genitum), префекта Иерусалима (упомянутого в III, 3, 2 и сл.) с историком Иосифом бен-Матафия (Иосиф Флавий), тогда правителем Галилеи. Это привело к тому, что книгу приписали Иосифу бен-Гориону.

## Содержание
Начав с Адама и географических условий первого тысячелетия, автор переходит к легендарной истории Рима и Вавилонии, к рассказам о Данииле, Зеруббабеле (по апокрифам), Втором храме, Кире и сообщениям об Александре Великом и его преемниках. Затем излагается история евреев до разрушения храма.
Последняя часть содержит, между прочим, краткую историю Ганнибала и рассказ о коронации одного императора, который, по Баснажу, не кто иной, как Оттон I Великий (коронованный в 962 г.); описание коронации в «Иосиппоне» — ценный источник о событии. Если предположение Баснажа правильно, то время составления книги следует отнести к концу X века.
«Иосиппон» написан сравнительно чистым библейским стилем, обнаруживает склонность к употреблению библейских оборотов и изобилует нравоучительными правилами и философскими размышлениями. Лишь изредка попадаются новоеврейские обороты и слова.

## Популярность
В средние века «Иосиппон» усиленно читался и высоко ценился, как исторический источник.

## Критика
Скалигер (1540—1609) первый в «Elenchus trihaeresii Nicolai Serarii» подвёрг сомнению его историческую ценность; Иоанн Друзий (1550—1616) был того же мнения ввиду многих хронологических ошибок книги; Цунц и Делич называли автора обманщиком. Фактически и рукописи, и печатные издания книги полны исторических ошибок, ложного понимания источников и тому подобных недостатков. Но едва найдется какая-либо другая книга в еврейской литературе, которая подверглась бы стольким изменениям со стороны копиистов и компиляторов. Позднейшие издания отличаются объёмом на треть большую, чем первое издание (Мантуя).
Азария де Росси также признавал, что в первое издание (Мантуя, XV век) вкрался еврейский перевод романа Александра, составленного Псевдокалисфеном.
Раппопорт, следуя Кимхи, полагал, что последняя глава «Иосиппона» принадлежала Аврааму ибн-Дауду, а по Цунцу еще много других частей сочинения являются дополнениями испанских авторов и относятся к XII веку. Почти весь рассказ об Александре Великом и его преемниках возник, как доказал Трибер, позднее; согласно ему, часть сочинения, действительно принадлежащая первоначальному автору «Иосиппона», оканчивается 54-й главой (освящение храма Ирода), остальное же взято из Егесиппа, автора свободного латинского перевода «Иудейских войн», где ошибочно указано, что он жил в XIV веке, должно быть — в IV веке), чем объясняются многие противоречия и различия в стиле обеих частей.
Велльгаузен, соглашаясь с Трибером, отрицал за подлинной частью «Иосиппона» какое-либо историческое значение. Трибер настаивал, что автор не черпал сведений прямо из Флавия или из II кн. Маккавеев, как обыкновенно принято считать и как утверждал Велльгаузен.

## Издания
- Впервые «Иосиппон» был опубликован в Мантуе Авраамом Конатом (1476—1479), написавшим к нему предисловие.
- Там ибн-Яхья Давид издал книгу в расширенном виде в Константинополе (1510), заимствовав её в большой части из копии болгарского талмудиста Иуды Леона бен-Моисей Москони (род. 1328), опубликованной в «Ozar Tob», 1878, I; в этом издании 97 глав.
- Издание в Базеле, 1541, с латинским предисловием и переводом с первого издания С. Мюнцера (только гл. 4, 63; остальные были переведены на латинский язык Давидом Кибером (David Kyberus) под заглавием «Historia belli Judaici» в Bibliotheca Patroni De la Bigne’а (Margarin de La Bigne). В этом издании опущены легендарное введение с его генеалогической таблицей, а также 67 глава, где рассказано о походах Веспасиана и Тита на Иерусалим.
- Последующие издания перепечатывались с константинопольского: Венеция (1544), Краков (1588 и 1599) Франкфурт-на-Майне (1689), Гота (1707 и 1710 с предисловием Мюнцера, латинским переводом и примечаниями Фридриха Брейтгаупта / Friedrich Breithaupt), Амстердам (1723), Прага (1784) Варшава (1845 и 1871), Житомир (1851) и Львов (1855).[2]

## Переводы и компиляции
- Ибн-Саид, Аль-Йемени-аль-Израили Зехария (X—XI в.) — автор арабского перевода «Иосиппона», который сохранился в трёх рецензиях[8]:
  - в некоторых рукописях;
  - сокращённый текст, напечатанный в парижской и лондонской Полиглоттах (1645, 1657), как «Маккавеи II» (Kitab al Makabijjin; — термин Маккавеи означает здесь всю династию Хасмонеев, так как книга начинается со смерти Александра Великого и заканчивается разрушением Иерусалима Титом;
  - извлечение, напечатанное под заглавием «Tarik Josippos al-Jahudi» (Бейрут, 1873).

Согласно одной лейденской рукописи (№ 1982), андалусский теолог Ибн-Хазм (ум. 1064) был знаком с арабским переводом с еврейского языка. Изучив арабскую версию в двух парижских рукописях (№ 1906; De-Glane, № 287) Велльгаузен вывел заключение, что переводчик был египетским евреем, который сделал свой перевод с еврейского.
- Перевод «Иосиппона» на идиш с иллюстрациями был впервые издан Михаилом Адамом (Цюрих, 1546; был, кроме того, латинский перевод Иосифа Ганье — Gagnier — Оксфорд, 1706).
- Первое извлечение из «Иосиппона» было сделано в Южной Италии, ок. 1150 г., Иерахмиэлем бен-Соломоном. Он дополнил свою копию из Иосифа Флавия, обозначив его «Большим Иосифом», или, согласно одной глоссе, др.-евр. יסיפון של נוצרים‬[10].
- Затем Авраам ибн-Дауд воспользовался «Иосиппоном» для третьей части своего «Sefer ha-Kabbalah»; это извлечение появлялось несколько раз, между прочим, с латинским переводом Мюнцера (Вормс, 1529). Английский перевод этого извлечения был составлен Питером Морвеном[англ.] (Morvyn, перв. изд. Лондон, 1558).
- Компиляция на идиш Эдель, дочери Моисея (Edel bat Moses), появилась в Кракове (1670).
- Древнейшее немецкое извлечение «Иосиппона» под заглавием «Ioseppi jüdische Historien» описано Вольфом (Bibl. Hebr., III, 389).[2]